# 横山ひとし
横山 ひとし（よこやま ひとし、1969年7月23日 - ）は、日本の漫才師、レーサー、レーシングチームオーナー、レーシングチーム監督。
京都府出身。フリーランス。

## 来歴・人物

### やすしの最後の弟子として
1993年8月27日、横山やすしに弟子入り。そのころのやすしは既に吉本興業を解雇され、地味な芸能活動を行う事を余儀なくされていたこともあり、かつてやすしが行っていた厳しい弟子教育を受けることはなかったという。1996年1月21日のやすしの死去を期に漫才、レースなどで活動、やすしの不遇の晩年を知る人物である。

### 不発弾処理活動
不発弾が各国に残っている事を知り、1998年に太平洋戦争の激戦地であったガダルカナル島で不発弾処理活動を行った。61個（日本軍・アメリカ軍の物含め、迫撃砲・手榴弾等）を回収し、ソロモン政府より爆破処理許可を受けたオーストラリア駐留軍爆破処理隊と共に爆破処理を行った。

### 所属事務所
弟子入りした頃から、師匠であるやすしが吉本興業を解雇された後に所属した阪田エージェンシーに所属。やすし死去後は、やすしと交友関係のあったビートたけしの事務所「オフィス北野」に移籍した。

### モータースポーツへの参戦
16歳からオートバイに親しみ、鈴鹿サーキットを中心に活動。2005年9月に四輪競技の国内A級ライセンスを取得し、レーシングドライバーの和田孝夫が主宰する「WRS ワダレーシングスポーツ」に入門。2007年にSUPER GTのGT300クラスにチーム「YOKOYAMA RACING」を立ち上げ参戦する。同チーム代表兼監督を務める。

## 著書
- 「師匠」（1996年、ぶんか社） ISBN 4-8211-0520-9